# 레크리에이션 파크 (필라델피아)
레크리에이션 파크(Recreation Park)은 미국 펜실베이니아주 필라델피아에 위치한 야구장이다. 과거 MLB 필라델피아 필리스의 홈구장으로 사용했다.